# Aplastodiscus weygoldti
Aplastodiscus weygoldti é uma espécie de anfíbio da família Hylidae. Endêmica do Brasil, pode ser encontrada no município de Santa Teresa, no estado do Espírito Santo, e no município de Almenara, no estado de Minas Gerais.